# Biosfeerreservaat Sochondinski
Biosfeerreservaat Sochondinski (Russisch: Сохондинский государственный природный биосферный заповедник) is een strikt natuurreservaat gelegen in Kraj Transbaikal in het zuiden van Oost-Siberië, vlak bij de grens met Mongolië. De oprichting tot zapovednik vond plaats op 11 december 1973 per decreet (№ 609/1973) van de Raad van Ministers van de Russische SFSR en heeft een oppervlakte van 2.109,88 km². Op 15 februari 1985 besloot het Internationaal Coördinerend Comité van UNESCO's Mens- en Biosfeerprogramma het gebied toe te voegen aan de lijst van biosfeerreservaten. Daarnaast ondertekende premier Dmitri Medvedev op 3 april 2013 een decreet dat zorgde voor de oprichting van een bufferzone van 3.180,5 km² om Biosfeerreservaat Sochondinski.

## Kenmerken
Biosfeerreservaat Sochondinski ligt in het zuiden van Kraj Transbaikal, in het hoogste deel van het Henti-Tsjikoj-hoogland, welke ook het Sochondo-massief omvat. De belangrijkste bergpieken in het reservaat zijn de Grote Sochondo (2.505 m) en Kleine Sochondo (2.404 m). Een speciale eigenschap van het massief is dat de pieken van elkaar gescheiden zijn door diepe bergpassen en rivierdalen. De Altan-Kyra-depressie, ten zuidoosten van het Sochondo-massief bereikt een hoogte van 900 à 1.000 meter, wat een hoogteverschil van 1,5 kilometer oplevert. Een andere opmerkelijke eigenschap is dat de rivieren in het gebied toebehoren tot verschillende waterscheidingen. Sommigen behoren toe tot het stroomgebied van de Jenisej, namelijk de Grote Boeretsja — terwijl de Ingoda, de Kirkoen, de Agoetsa en de Boekoekoen uitmonden in de Onon, een van de belangrijkste zijrivieren van de Amoer. Dit heeft tot gevolg dat het water in de rivieren van Biosfeerreservaat Sochondinski kan eindigen in zowel de Grote Oceaan als het Baikalmeer, respectievelijk de Noordelijke IJszee. Momenteel worden er voorbereidende maatregelen genomen die een grensoverschrijdend biosfeerreservaat tussen Sochondinski en het aangrenzende Nationaal Park Onon-Balzj in Mongolië mogelijk zal maken, met als doel de oorsprong van de Amoer te beschermen.

## Flora
Het reservaat wordt voor ongeveer 85% bedekt door bergtaiga. Wijdverspreide bosvormende soorten zijn onder meer de Aziatische lariks (Larix gmelinii), Siberische den (Pinus sibirica), groene els (Alnus viridis) en dwergberk (Betula nana). Opmerkelijke plantensoorten in het gebied zijn bijvoorbeeld Rhododendron dauricum, Allium altaicum, Lilium pumilum, Prunus sibirica, Cypripedium macranthos en Cypripedium guttatum.

## Dierenwereld
In Biosfeerreservaat Sochondinski zijn vijftien roofdieren vastgesteld. Hiervan is de sabelmarter (Martes zibellina) de meest talrijke soort. Deze heeft in het reservaat een drie tot vijf keer hogere dichtheid dan de omringende gebieden. De Siberische wezel (Mustela sibirica) komt ongeveer 8 à 10 keer minder vaak voor dan de sabelmarter. Andere zoogdieren in het reservaat zijn bijvoorbeeld de wezel (Mustela nivalis), hermelijn (Mustela erminea), wolf (Canis lupus), bruine beer (Ursus arctos), oessoerihert (Cervus canadensis xanthopygus), Siberisch muskushert (Moschus moschiferus), langstaartgrondeekhoorn (Spermophilus undulatus) en noordelijke fluithaas (Ochotona hyperborea).
In januari 2016 werd een census uitgevoerd naar de trekbewegingen van de Mongoolse gazelle (Procapra gutturosa). De tellingen lieten zien dat de soort 's winters in grote aantallen in het Russisch-Mongoolse grensgebied verblijft en ook de bufferzone van Biosfeerreservaat Sochondinski aandoet. Er werden kuddes ter grootte van 50 à 120 dieren waargenomen in het reservaat, met een totaal van ca. 6.500 dieren die regelmatig in de Russische Transbaikalregio verblijven.
Vogelsoorten zijn ook goed vertegenwoordigd in Biosfeerreservaat Sochondinski, met 168 vastgestelde broedvogels. Hiervan zijn er 45 permanent in het reservaat aanwezig. In de bovenste delen van de bergtaiga is bijvoorbeeld de rotsauerhoen (Tetrao urogalloides) algemeen en het hazelhoen (Tetrastes bonasia) komt in vrijwel alle bossen voor. Op de steppe-achtige terreinen van de Altan-Kyra-depressie zijn ook baardpatrijzen (Perdix dauurica) te zien en in rivierdalen aan de grens met Mongolië leeft de zeldzame witnekkraanvogel (Grus vipio). Andere vermeldenswaardige soorten zijn onder meer de taigarietgans (Anser fabalis), harlekijneend (Histrionicus histrionicus), steppearend (Aquila nipalensis) en bastaardarend (Clanga clanga).
In Biosfeerreservaat Sochondinski leven zeven vissoorten. Een van de meest zeldzame vissoorten in het gebied is de taimen (Hucho taimen). Deze vis komt tijdens het paaiseizoen voor in de beneden- en middenloop van rivieren in Biosfeerreservaat Sochondinski. Een andere zalmachtige is de lenok (Brachymystax lenok), een vissoort die permanent in het reservaat voorkomt. De lenok komt zelfs in sommige gletsjermeren voor. Daarnaast leven er zowel Siberische vlagzalmen (Thymallus arcticus) als Mongoolse vlagzalmen (Thymallus brevirostris).